# Conrath (Wisconsin)
Conrath es una villa ubicada en el condado de Rusk en el estado estadounidense de Wisconsin. En el Censo de 2010 tenía una población de 95 habitantes y una densidad poblacional de 73,07 personas por km².

## Geografía
Conrath se encuentra ubicada en las coordenadas 45°23′3″N 91°2′8″O / 45.38417, -91.03556. Según la Oficina del Censo de los Estados Unidos, Conrath tiene una superficie total de 1.3 km², de la cual 1.3 km² corresponden a tierra firme y (0%) 0 km² es agua.

## Demografía
Según el censo de 2010, había 95 personas residiendo en Conrath. La densidad de población era de 73,07 hab./km². De los 95 habitantes, Conrath estaba compuesto por el 90.53% blancos, el 9.47% eran afroamericanos, el 0% eran amerindios, el 0% eran asiáticos, el 0% eran isleños del Pacífico, el 0% eran de otras razas y el 0% pertenecían a dos o más razas. Del total de la población el 0% eran hispanos o latinos de cualquier raza.